# ستيف ديفيد
ستيف ديفيد (بالإنجليزية: Steve David)‏ (11 مارس 1951 في ترينيداد وتوباغو - ) هو لاعب كرة قدم ترينيداد وتوباغو في مركز الهجوم. شارك مع منتخب ترينيداد وتوباغو لكرة القدم. أما مع النوادي، فقد لعب مع نادي سان لويس وسان خوزيه إيرث كويكس وديترويت إكسبرس ‏ ولوس أنجلوس أزتكس وكاليفورنيا سيرف ‏ وسانت لويس ستارز ونادي غوادالاخارا (نادي كرة قدم) وميامي طوروز ‏ وفينكس إنفيرنو ‏.

## وصلات خارجية
- ستيف ديفيد على موقع قاعدة بيانات كرة القدم.إي يو (الإنجليزية)
- ستيف ديفيد على موقع ناشيونال فوتبول تيمز (الإنجليزية)